# Büchel (Marialinden)
Büchel ist ein Ortsteil von Marialinden in der Stadt Overath im Rheinisch-Bergischen Kreis in Nordrhein-Westfalen, Deutschland.
Verwechslungsgefahl besteht zum Beispiel mit Büchel, Halfensbüchel oder Schmitzbüchel.

## Lage und Beschreibung
Der kleine landwirtschaftlich geprägte Ortsteil Büchel mit einzelnen bergischen Fachwerkhäusern liegt in der Nähe von Blindenaaf, Blindenaafermühle, Halzemich und Klauserhof (Much) am Naafbach. Er bildet hier das Grenzgewässer zum Rhein-Sieg-Kreis. Der fast 22,7 Kilometer lange, weitgehend naturbelassene Naafbach entspringt im Waldgebiet des Heckbergs neben zwei Quellbächen auch einer Reihe von unterirdischen Quellen und fließt in die Agger. Viele Feuchtgebiete im Umfeld der Gewässer mit ihrer besonderen Vegetation und Tierwelt sind auf vielfältige Weise durch Gesetze und Verordnungen geschützt.

## Geschichte
Das Büchel bei Marialinden wurde erstmals um das Jahr 1470 als Buchell urkundlich erwähnt. Der Name Büchel ist eine Ableitung von Bühl, eine alte Form von Hügel.
Die Topographia Ducatus Montani des Erich Philipp Ploennies, Blatt Amt Steinbach, belegt, dass der Wohnplatz 1715 zwei Hofstellen besaß, die als Büggel beschriftet sind. Carl Friedrich von Wiebeking benennt die Hofschaft auf seiner Charte des Herzogthums Berg 1789 als Büchel. Aus ihr geht hervor, dass der Ort zu dieser Zeit Teil der Honschaft Heiliger im Kirchspiel Overath war.
Der Ort ist auf der Topographischen Aufnahme der Rheinlande von 1817 als Büchel verzeichnet. Die Preußische Uraufnahme von 1845 zeigt den Wohnplatz unter dem Namen Büchel. Ab der Preußischen Neuaufnahme von 1892 ist der Ort auf Messtischblättern regelmäßig als Büchel verzeichnet.
Nach dem Zusammenbruch der napoleonischen Administration und deren Ablösung gehörte Büchel zur Bürgermeisterei Overath im Kreis Mülheim am Rhein. Da es 1822 drei Höfe namens Büchel in der Bürgermeisterei gab, betrug die Anzahl der Einwohner entweder 13, 24 oder 28.  Auch für das Jahr 1830 werden für die nicht näher spezifizierten Orte 15, 29 und 34 Einwohner angegeben, wobei unklar bleibt welche Einwohnerzahl zu diesem Büchel gehört.
Der 1845 laut der Uebersicht des Regierungs-Bezirks Cöln als Hof kategorisierte Ort besaß zu dieser Zeit sechs Wohngebäude mit 42 Einwohnern, alle katholischen Bekenntnisses. Die Gemeinde- und Gutbezirksstatistik der Rheinprovinz führt Büchel 1871 mit acht Wohnhäusern und 65 Einwohnern auf. Im Gemeindelexikon für die Provinz Rheinland von 1888 werden für Büchel bei Marialinden zehn Wohnhäuser mit 52 Einwohnern angegeben. 1895 besitzt der Ort zehn Wohnhäuser mit 56 Einwohnern und gehörte konfessionell zum katholischen Kirchspiel Marialinden, 1905 werden sechs Wohnhäuser und 26 Einwohner angegeben.

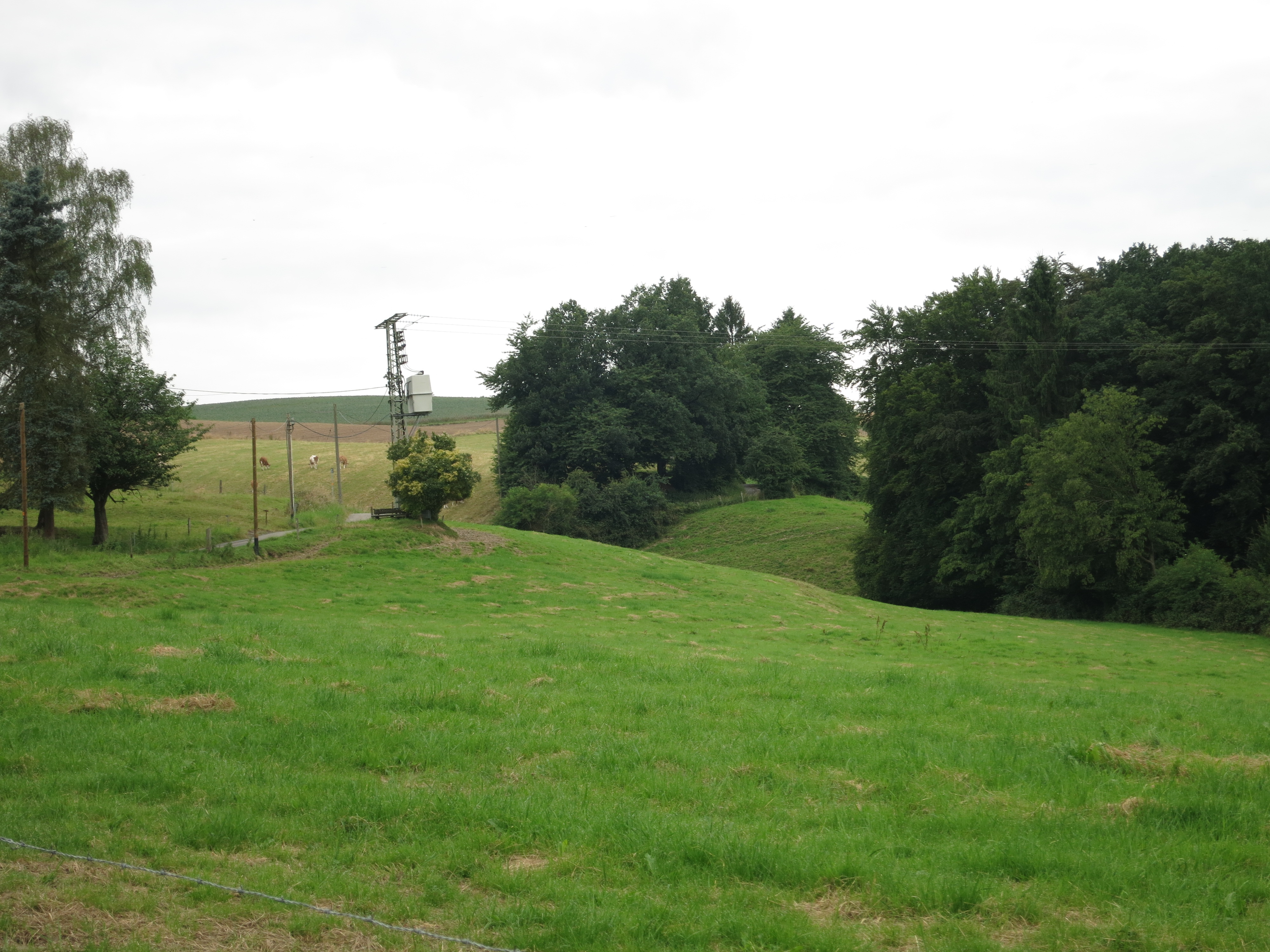
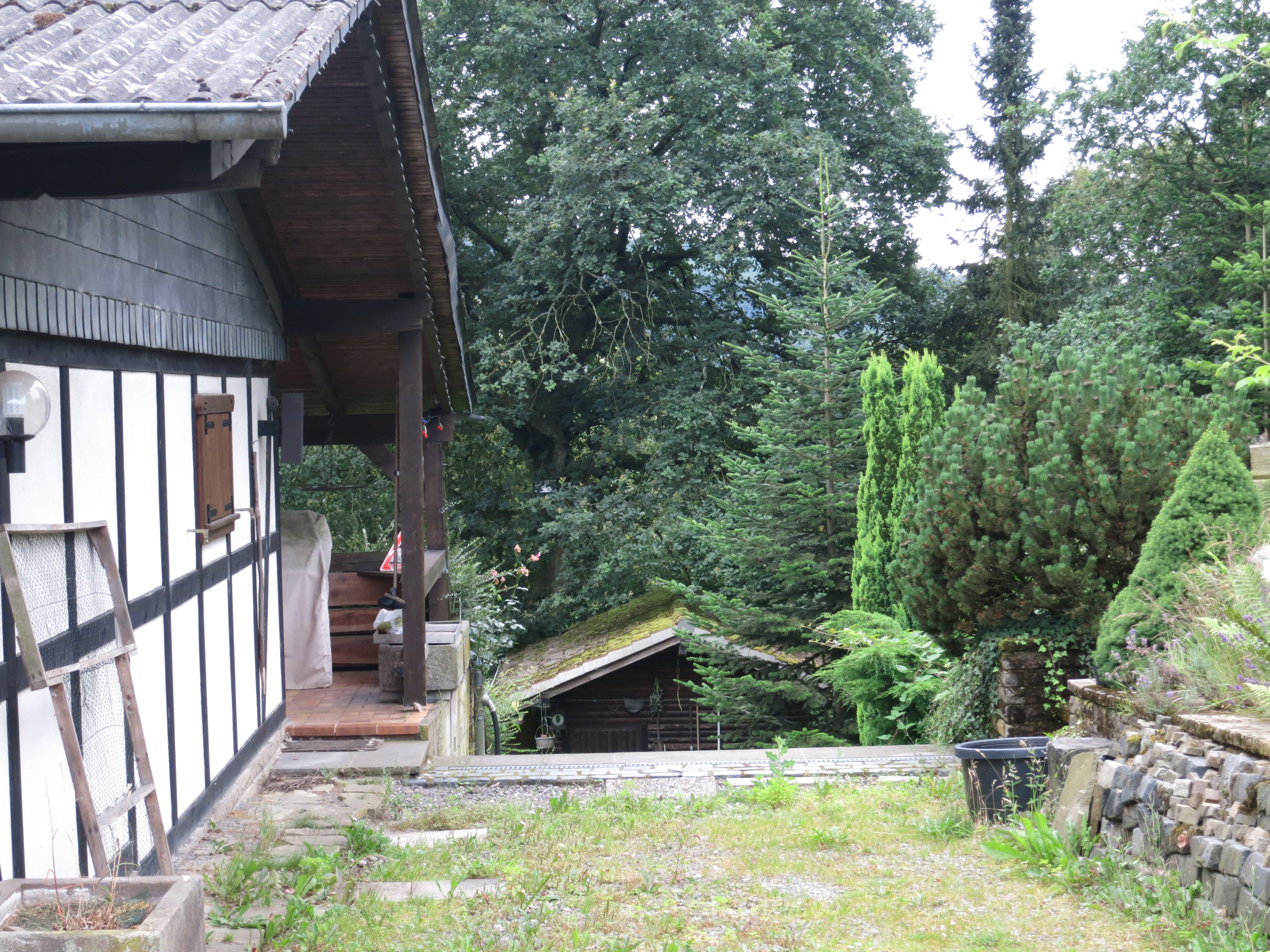
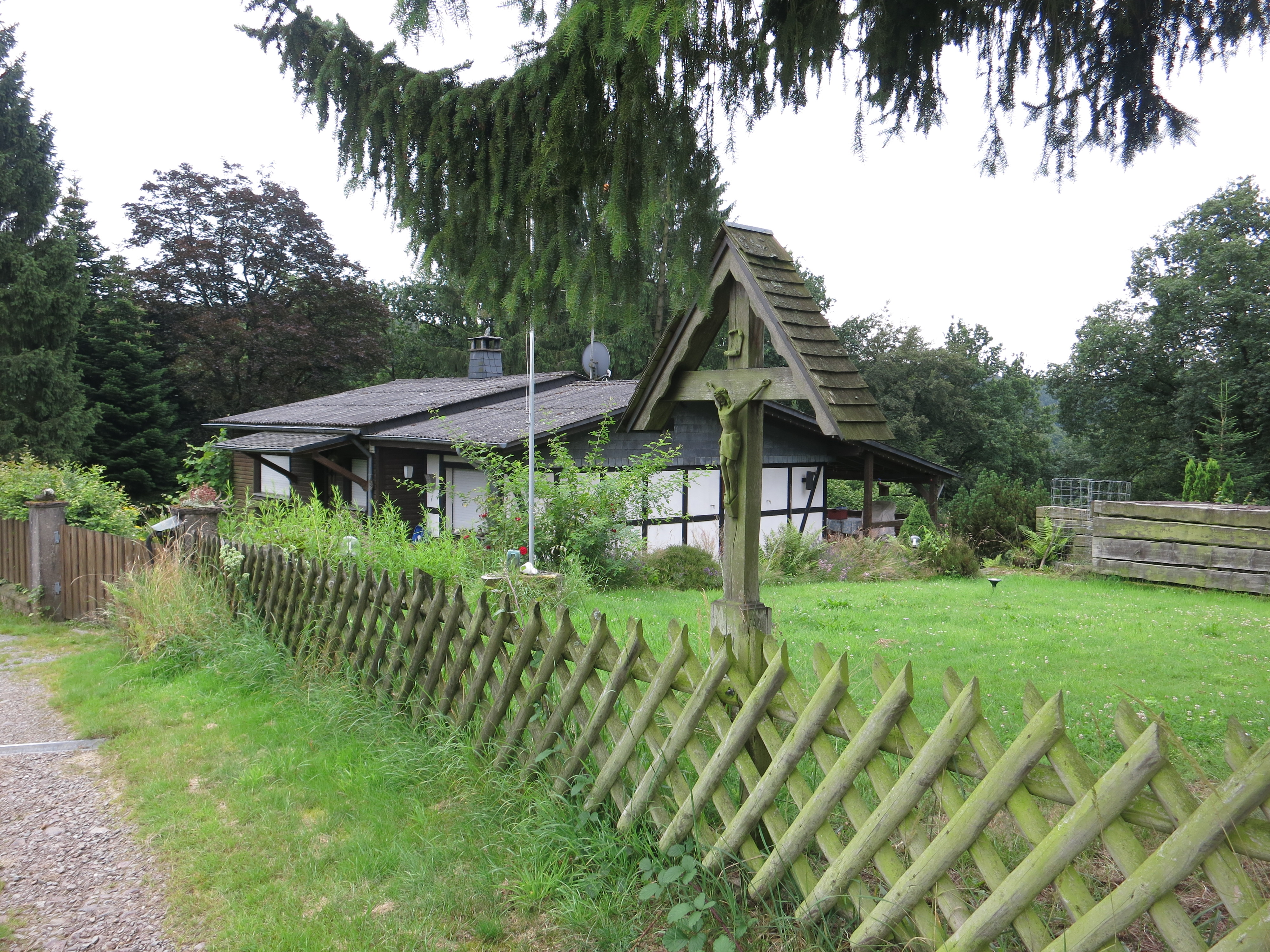
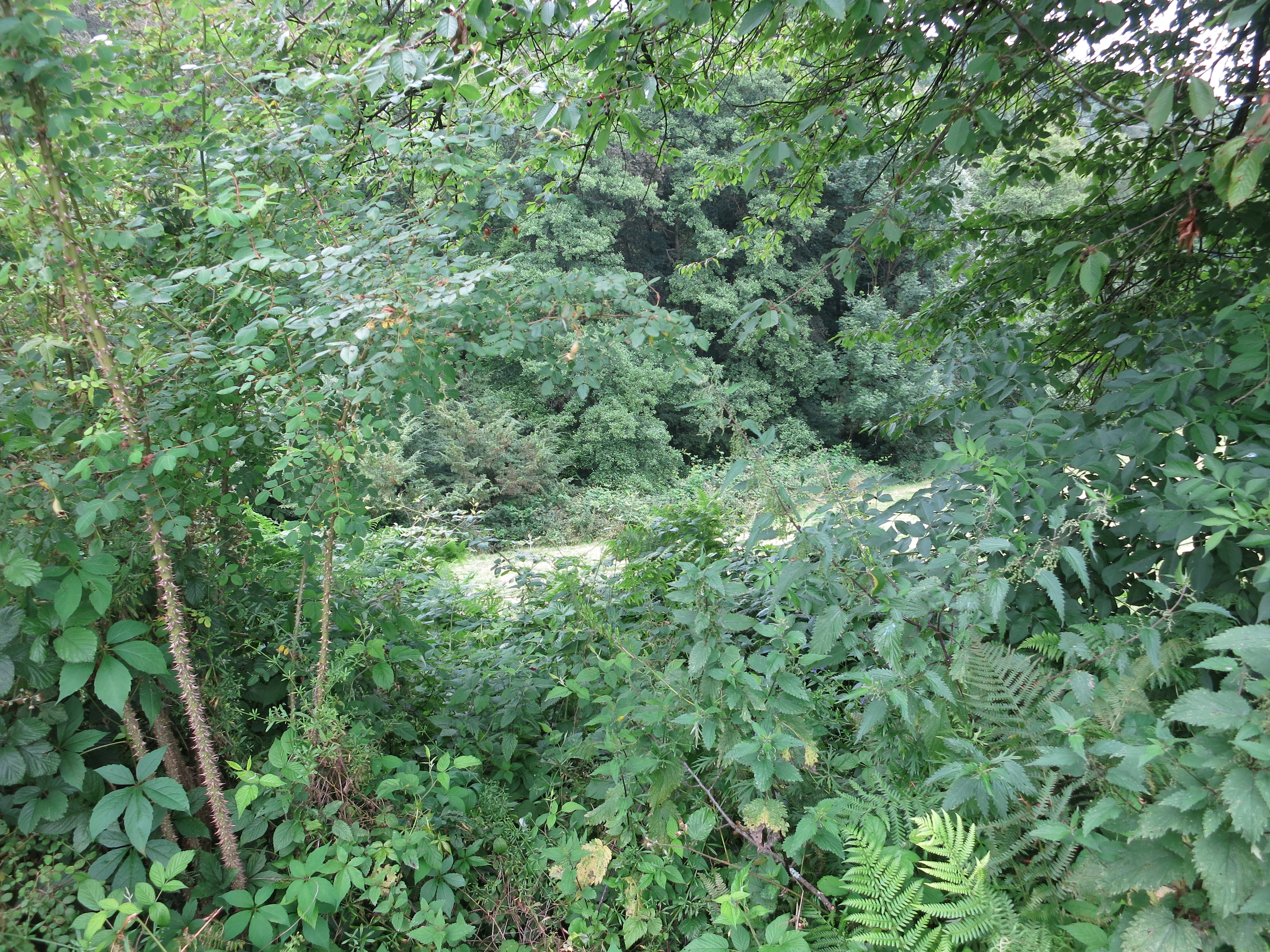